# Roki Marčano
Roki Marčano (engl. Rocky Marciano; Brokton, 1. septembar 1923 — Njuton, 31. avgust 1969) bio je američki bokser. 
Bio je apsolutni svetski prvak, Šampion teške kategorije od 23. septembra 1952. do 30. novembra 1956. godine. Šest puta je odbranio titulu svetskog prvaka.Povukao se neporažen. Kao profesionalni bokser nastupio je 49 puta i toliko puta pobedio, od toga 43 sa klasičnim nokautom (ukupno 87.76%). Važio je za boksera sa najsnažnijim udarcem u istoriji teške kategorije.
Marciano je bio jedan on nižih (179 cm), lakših boksera (88 kg) teške kategorije s jednim od najkraćih dosega ruke (173 cm) u svojoj kategoriji. Uspio je pobijediti mnogo veće protivnike. Pedeseta borba protiv 'Big' Bob Bakera nije se dogodila 3. februara 1956. Marčianov amaterski uspeh je 9:4 (pobede:porazi), sa sedam nokauta. Poginuo je u nesreći malog aviona 31. avgusta 1969.

## Životopis
Rođen kao Roko Fransis Marčeđijano, odrastao je u južnom delu šireg Bostona, u Broktonu u američkoj državi Masačusetsu. Njegovi roditelji su bili italijanski migranti Pjerino Marčeđijano and Paskvalina Pičuto. Njegov otac je poreklom iz Ripa Teatine, Abruco, dok mu je majka poreklom iz San Bartolomea in Galda u Kampaniji. Roki je imao dva brata, Luis (Soni) i Peter, te tri sestre Alis, Končeta i Elizabet. Kada je imao 18 meseci, Roki se razboleo od upale pluća, i skoro umro.
U svojoj mladosti, Roki je vežbao sa ručno izrađenim tegovima, te je boksovao na starim vrećama za poštu koje bi obesio na stablu u vrtu iza kuće. Kasnije je postao i klijent poznatog lokalnog trenera Čarlsa Atlasa. Dok je pohađao srednju školu u Broktonu, bio je angažovan u tim za bejzbol i američki fudbal. Kada nije uspeo da uđe u školski bejzbolski tim, prijavo se za bezbol tim u crkvenoj ligi. Zbog toga je prekršio pravilo škole, po kome nije smeo da bude član drugih liga i timova dok je bio prijavljen za školsku ligu. Roki je napustio srednju školu nakon što je završio 2. godine (u 10. godini školovanja). Nakon napuštanja srednje škole Roki je radio kao niskokvalificirani radnik na raznim mestima, kao utovarivač kamionima za preduzeće Brokton ajs and kompaniji uglja, kao kopač kanala, radnik na željezničkim prugama i kao postolar. Živeo je u Hansonu u Masačusetsu. U martu 1943. godine Marčano je bio pozvan u vojsku SAD s obvezom službe od dve godine. Kasnije je bio premešten u Svonzi, Vels gdje je radio u logističkoj službi za Američku vojsku. Po završetku Drugog svetskog rata, Roki je bio premešten u Fort Luis u državi Vašington, gde je dočekao kraj svoje službe u martu 1946. godine.
Marčano se upoznao sa Barbarom Kazins 1947. godine. Barbara je bila kći penzionisanog policijskog vodnika iz Broktona. Roki i Barbara su se venčani 31. decembra 1950. godine. Oni su imali ćerku Meri An. Kasnije su usvojili sina Roko Kevina. Barbara je umla od raka pluća 1974. godine.

## Amaterska karijera
Dok je čekao kraj svog vojnog roka Marčano je postao reprezentativac kopnene vojske. On je bio pobednik Vojnog bokserskog amaterskog turnira 1946. godine. Rokijeva amaterska karijera završila je 17. marta 1947. godine kada je imao svoj prvi profesionalni nastup u Vali arena gardensu u Holjoku kada je pobedio lokalnog borca Li Epersona u tri runde.
U kasnom martu 1947, Marčano je s nekolicinom svojih prijatelja otputovao je u Fejetvil u Severnoj Karolini, da se oprobaju za bejzbolski tim Fejetvil kabs. Taj tim je bio povezan sa bejzbolskim klubom Čikago kabs. Marčano je izdržao samo tri nedelje u tom timu, i pošto nije mogao da nađe mesto na nekom drugom bejzbolskom timu, vratio se u Brokton gde je ponovno počeo da trenira boks sa dugogodišnjim prijateljem Ali Kolombom. Al Vejli i Čik Vrgeles služili su kao njegovi manageri, dok je Čarli Goldman bio njegov trener i mentor. 
Marčano se vratio amaterskom boksu i borio se za Zlatne rukavice u Sveistočnom šampionatu u martu 1948. godine. Tu je bio poražen od strane Kolija Valasa. Marčano je se nastavio da se takmiči kao amaterski bokser u proleće 1948. godine u AAU ligi, gde je ušao u kvalifikacije za olimpijadu u Boston gardenu. U kvalifikacijama za olimpijadu on je uspeo da nokautira Džordža Makinisa. U borbi sa Makinisom, Marčano je ozledio svoje ruke, i bio je prisiljen da napusti turnir. Ovo je bila zadnja Marčanova borba u amaterskom statusu. Marčanov amaterski uspeh bio je 8:4 (pobede:porazi). Prema drugima izvorima Marčanov uspeh u amaterskom boksu drži bodovni rezultat od 9:4 Ta razlika u bodovanju je nastala zbog greške u beleženju mečeva od strane službenika koji su vodili zapise u to vreme. Od trinaest nastupa, rezultat je 9-4 sa sedam nokauta

## Profesionalna karijera
Iako je formalno imao jednu profesionalnu borbu (protiv Li Epersona), Marčano je počeo trajno da se bori kao profesionalni bokser 12. jula 1948. Te noći je postigao pobedu nad Harijem Bilazarijanom (3–6–0). Svojih prvih 16 mečeva osvojio je nokautom, sve od kojih pre pete runde i devet pre završetka prve runde. Don Mogard (17–9–1) postao je prvi bokser koji je sa Rokijem istrajao ceo meč (zakazanih 10 rundi), mada je Marčano pobedio jednoglasnom odlukom.
Početkom karijere on je promenio pravopis svog prezimena „Marchegiano”. Najavljivač u ringu u Providensu nije mogao da izgovori njegovo prezime, te je Marčanov menadžer, Al Vejl, predložio da stvore pseudonim. Prvi predlog bio je Roki Mak, koji je Marčano odbacio, odlučivši da uzme nadimak „Marčano”, jer je to bliže njegovom italijanskom poreklu.
Marčano je nokautom osvojio još tri borbe, i zatim se susreo sa Tedom Laurijem (58–48–9). Marčano je svoj pobednički niz održao pobedivši Laurija jednoglasnom odlukom. Potom su usledile još četiri pobede nokautom, uključujući pet rundi 19. decembra 1949. sa Filom Maskatom (56–20–0), iskusnim teškašem iz Bufala u Njujorku. Tri nedelje nakon te borbe, Marčano je nokautom u šestoj rundi pobedio Karmina Vinga (16-1-0) u Njujorku, što je umalo usmrtilo Vinga.

## Život nakon boksa
Marčano se nameravao da se vrati boksu 1959. godine kad je Ingemar Johanson pobedio na šampionatu teške kategorije protiv Flojda Patersona dane 26. juna 1959. godine. Nakon nekoliko meseci treniranja, Marčano je odlučio da neće više raditi na povratku u bokserski ring kao profesionalni borac. Godine 1961, Marčano se sve više okretao prema televiziji, i prvi put je nastupao u TV-seriji Kombat! u epizodi „Maskarada”. Iste godine je predvodio nedeljnu TV emisiju o boksu. Nakratko je radio kao pomoćni sudija u rvanju (Marčano je bio vešt rvač u srednjoj školi). Marčano je nastavio da i dalje komentariše i sudi boks mečeve, te je bio aktivni partner i pod predsednik u preduzeća Papa Luiđi špageti dens. Pred kraj jula 1969, nešto pre njegove smrti Marčano je sudelovao u snimanju filma The Superfight: Marciano vs. Ali. Ovaj film je bio napravljen na osnovu računarske simulacije fiktivnog meča između Marčana i Muhameda Alija, prema statistikama koje su oba borca imala u vrhuncu svoji karijera. Ovaj film je bio prvi put prikazan preko televizije 20. januara 1970. godine, i imao je dva završetka: jedan u kojem je Marčano pobedio, a drugi završetak u kojem je Ali pobedio.

## Smrt
Roki je poginuo u nesreći malog vazduhoplova 31. avgusta 1969. godine u 45. godini života.

## Napomene
1. ↑  Izvori navode različite vrednosti za visinu, gde neki izvori navode 5'10" (178 )[2]

## Literatura
- Skehan, Everett M. (1977). Rocky Marciano: Biography of a First Son. Boston, Massachusetts: Houghton Mifflin. ISBN 978-0-395-25356-4.

## Spoljašnje veze
- Zvanični veb-sajt
- Roki Marčano  na veb-sajtu  (jezik: engleski)